# Antonio Minelli
Antonio Minelli (Rovigo, 8 settembre 1798 – Rovigo, 17 luglio 1883) è stato un tipografo e patriota italiano.

## Biografia
Antonio nasce a Rovigo, dai genitori Luigi Minelli e Maria Rondina, l'8 settembre 1798. La famiglia Minelli, economicamente agiata nelle generazioni precedenti viveva all'inizio del XIX secolo un momento poco felice aggravata dalla morte prematura di Luigi che costringe il figlio Antonio, ancora fanciullo, ad abbandonare gli studi per intraprendere un lavoro che potesse sostenere la madre vedova.
Viene assunto in qualità di apprendista nella tipografia gestita da Domenico Miazzi dove esprime il suo entusiasmo e la sua creatività dedicandosi all'incisione di nuovi caratteri da stampa e introducendo delle migliorie tecniche nell'attrezzatura tipografica usata nell'azienda.
Nel 1827, il tipografo veneziano Francesco Andreola subentra all'azienda Miazzi e promuove a direttore l'allora ventinovenne Antonio che, essendosi da poco unito a nozze con Luigia Kiriaki, assicurerà alla propria famiglia quella agiatezza patita in giovane età.

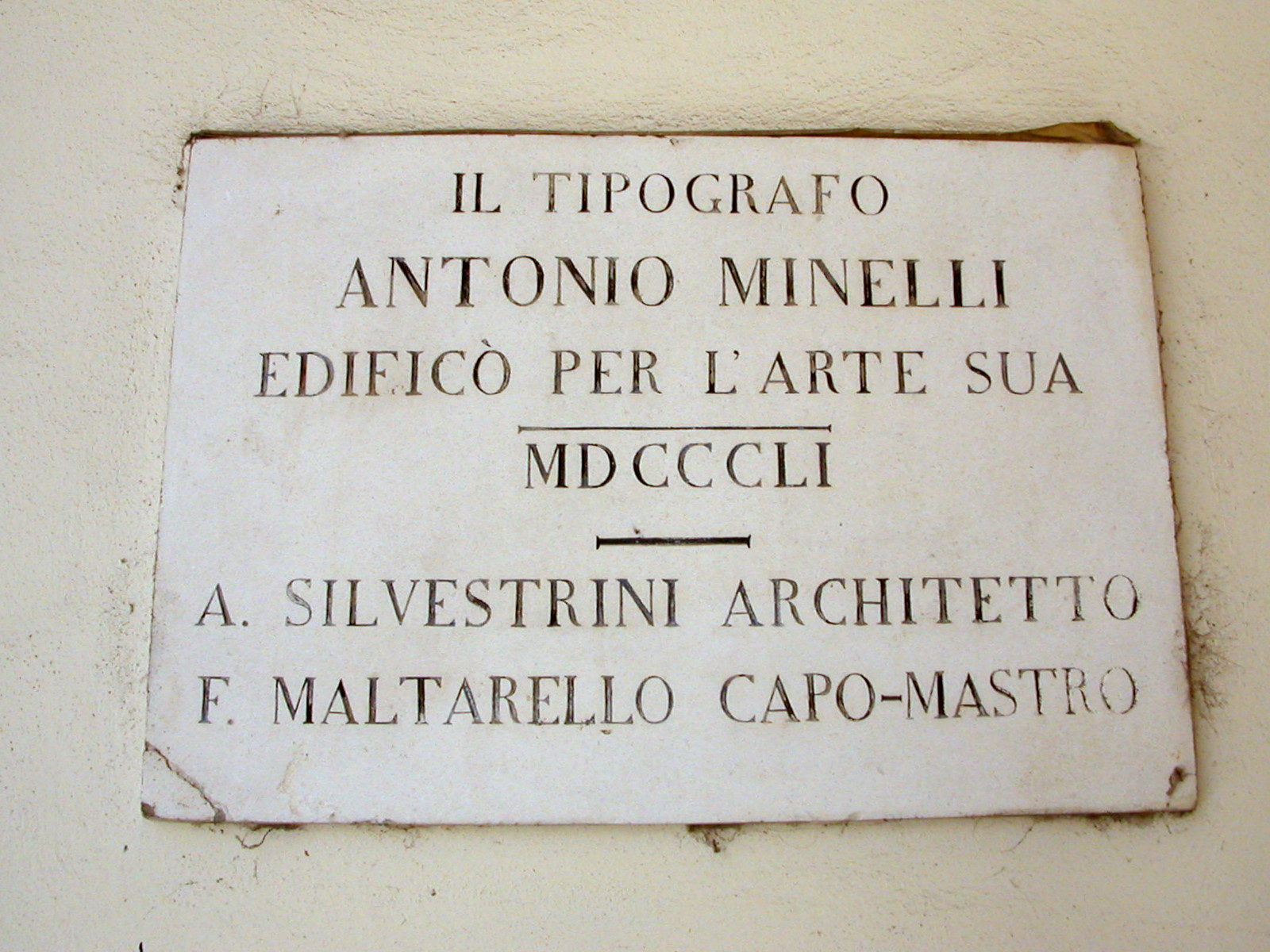
Lapide sulla sede della tipografia di Antonio Minelli

Nel 1831 riesce a rilevare a sua volta la tipografia ad Andreola richiedendo ed ottenendo all'I.R. Collegio governativo di Venezia l'abilitazione di "poter esercitare in proprio la professione di tipografo nella regia città di Rovigo".
Viene così fondata la Tipografia Minelli che nel 1837, grazie alle commissioni sempre maggiori giustificate dall'elevata qualità delle stampe da essa prodotta, è costretta a trovare una nuova sede per far fronte alla nuova mole di lavoro. Le attrezzature vengono quindi ulteriormente rinnovate e spostate nel Palazzo Paoli, situato nell'odierna Via Mazzini, in prossimità della Piazza Maggiore, centro culturale ed economico della città. Tra i nuovi macchinari acquisiti erano presenti anche i "pettini meccanici" che permettevano di lavorare e rilegare sia per fogli di atti ufficiali che per fogli di musica.
Negli anni successivi la sua notorietà crebbe costantemente a pari passo delle tecnologie impiegate nell'azienda che porta il suo nome, con macchinari acquistati in tutta Europa, ottenendo collaborazioni con aziende francesi, del Regno Lombardo-Veneto e del governo imperiale austriaco.
Nel 1847 Minelli inaugurò anche un negozio libraio situato nell'allora Piazza Maggiore.
Nel 1849 fu rinchiuso per 14 giorni nelle carceri di Monselice per aver stampato un volantino con una poesia antiaustriaca. Tra le edizioni più significative dei primi anni di attività della tipografia si ricordano scritti di Aleardo Aleardi, le prime opere in versi di Ippolito Nievo, le Versioni bibliche di Giacomo Zanella.
Anche dopo l'unificazione d'Italia del 1861 la carriera di Minelli verrà contrassegnata da nuovi riconoscimenti tra i quali quello del nuovo Re d'Italia Vittorio Emanuele II che nel 1868 gli dona una spilla di diamanti e dieci anni più tardi, nel 1878, gli conferisce la Croce di Cavaliere della Corona d'Italia.
Dopo la morte della moglie Luisa Kiriaki, avvenuta nel 1867, Antonio lascia la direzione dell'azienda all'ultimo dei cinque figli, Tullio Gaetano, che stava frequentando la facoltà di giurisprudenza nell'Università di Padova, e che dopo aver conseguito la laurea nel 1871 si diede alla carriera politica.
Nel 1882 durante l'ultima alluvione dell'Adige in territorio polesano, si occupa personalmente della cura, stampa e distribuzione del quotidiano Bollettino dell'inondazione, contribuendo all'aggiornamento delle notizie a tutta la comunità locale e donandone il ricavato agli alluvionati.

Antonio muore il 17 luglio 1883 all'età di 85 anni e le sue spoglie vengono tumulate nel cimitero della città. A ricordo viene apposta una lapide che cita: 

## Onorificenze
- Medaglia d'oro conferita dall'I.R. Istituto di Lettere, Scienze ed Arti.
- Medaglia d'oro al merito civile conferita dalla Repubblica di San Marino.

## Riconoscimenti
A Minelli ed alla sua opera culturale ed economica è intitolata l'Associazione Culturale Minelliana, con sede all'interno del chiostro dell'ex Monastero degli Olivetani di Rovigo, sede anche del Museo dei grandi fiumi.